# Wallridge
Wallridge är en ort i civil parish Belsay, i grevskapet Northumberland i England. Orten är belägen 14 km från Corbridge. Wallridge var en civil parish 1866–1955 när det uppgick i Belsay. Civil parish hade 37 invånare år 1931.